# Sergio Ramos
 Ovo je glavno značenje pojma Sergio Ramos. Za portugalskog košarkaša pogledajte Sérgio Ramos.
Sergio Ramos Garcia (Camas, Sevilla, Španjolska, 30. ožujka 1986.) španjolski je nogometaš i bivši reprezentativac koji igra na poziciji stopera, ali i desnog bočnog. Trenutačno igra za meksički klub Monterrey.

## Životopis
Rođen je u Camasu, Sevilla od Paqui i Jose Marie Ramosa. Od malih nogu Sergio je počeo igrati za lokalni klub FC Camas na nagovor svog brata Renea koji mu je danas menadžer. Godine 2004. prvi put je zaigrao za seniorsku momčad Seville. Ljeto 2005. primijetili su ga veliki klubovi, a Real Madrid ga je kupio 2005. za 27 milijuna eura. Bila je to najveći novac dan za nekog tinejdžera u Španjolskoj. Za reprezentaciju je debitirao kao osamnaestogodišnjak. 

## Klupska karijera

### Sevilla
Prošao je omladinski pogon Seville zajedno s Jesúsom Navasom i Antoniom Puertom. 1. veljače 2004. je prvi put nastupio u La Ligi gdje je kao izmjena ušao u drugom poluvremenu. 
U sezoni 2004./05. Ramos je odigrao 31 utakmicu i pomogao Sevilli da završi na šestom mjestu i kvalificira se za Kup Uefa.

### Real Madrid
U ljeto 2005. potpisao je za Real Madrid koji je isplatio Sevilli 27 milijuna eura, Ramos je postao najskuplje plaćeni tinejdžer u Španjolskoj.Dobio je broj 4 koji je prije njega nosio Fernanado Hierro. Svoj prvi gol za Real Madrid je zabio 6. prosinca 2005. u Ligi prvaka protiv Olympiacosa. Tijeko sezone obično je igrao centralnog braniča ili zadnjeg veznog ako je trebalo, ali u sezoni 2007/08 i dolaskom Pepea i Metzeldera Ramos je prebačen na desni bok.
Dana 4. svibnja 2008. Ramos je dodao Higuainu za gol koji je Realu donio 31 naslov prvaka. 2008. je nominiran za Europskog igrača godine, završio je 21. u izboru.
U sezoni 2009/10 je većinu utakmica odigrao na poziciji stopera, zbog Pepeove ozljede. Imenovan je jednim od četiri Realova kapetana. U 33 ligaške utakmice zabio je četiri pogotka. S Realom je osvojio 2 titule prvaka Španjolske 2006/2007. i 2007/2008.
Dana 21. veljače 2010. odigrao je 200. službenu utakmicu za Real (150. u La ligi).
Kad je Real osvojio Kup kralja, u procesiji madridskim ulicama dana 20. travnja 2011., pokal mu je ispao iz ruku i pao pod kotače autobusa te se razbio u više komadića. U srpnju 2011. Ramos svoj ugovor s Realom produžuje do 2017. godine. Kako se u nastavku sezone ozljedio Ricardo Carvalho, Ramos se vraća na svoju prirodnu poziciju stopera. U polufinalnom susretu između Reala i minhenskog Bayerna 25. travnja 2012. Ramos je u "ruletu" jedanaesteraca opalio visoko iznad gola, a Real je na penale izbačen 3:1. Ramos postaje predmetom šala, ali sve te šale demantira "panenkom" u polufinalu EURA 2012
U polufinalu lige prvaka protiv Bayerna Münchena branič Reala prvo je zabio u 16. minuti nakon odličnog ubacivanja iz kuta Luke Modrića, a samo četiri minute kasnije pogodio je nakon što je Pepe do njega prebacio ubačaj Angela Di Marije,i tako se iskupio za promašeni jedanaesterac iz 2012 godine,na kraju je rezultat bio 4:0 za kraljeve dok su još jedan gol zabili u Madridu.
I izbacili Bayern Muchen sveukupnim rezultatom 5:0.
U finalu lige prvaka 2014. Sergio Ramos je svojim golom u 93. minuti spasio Real poraza od Atletica. Ramos je postigao pogodak glavom nakon ubačaja Luke Modrića. Taj pogodak može se nazvati odlučujućim za 10. naslov Lige prvaka za Kraljeve, jer su kasnije u produžecima postigli još tri gola. Postigavši to, upisao se u dugu liniju Realovih heroja.
Nakon odlaska Ikera Casillasa iz Real Madrida u srpnju 2015. Sergio Ramos postaje novi kapetan. 17. kolovoza 2015., nakon mjeseci špekulacija o odlasku u Manchester United, Ramos produžuje svoj ugovor s Real Madridom na još pet godina, što ga za klub veže do 2020.

## Reprezentacija
Svoj debi za španjolsku reprezantaciju je imao 26. ožujka 2005. protiv Kine. Postao je najmlađi igrač koji je nastupio za Furiju, njegov rekord srušio je Cesc Fàbregas.
Nakon umirovljenja Michela Salgada, Ramos je postao prva opcija za desni bok. Na Euru 2008. igrao je sve utakmice osim one protiv Grčke u grupi. U proslavi osvojenog naslova nosio je majicu posvećenu svom pokojnom prijatelju i suigraču Antoniju Puerti.
Na Svjetskom prvenstvu 2010. započeo je svaku utakmicu i odigrao sve minute. Pomogavši momčadi da osvoji trofej. Bio je najbolje ocjenjeni igrač SP s prosječnom ocjenom 9.79.
Na EURU 2012. vraćen je na poziciju stopera jer se ozljedio Carles Puyol. Tu je u tandemu s Piqueom odradio odličan posao, Španjolska je dosegnula finale i osvojila treću veliku titulu zaredom. Postigao je jedan pogodak, u polufinalnom pucanju jedanaesteraca, matirajući portugaslkog golmana "panenkom". Tu je također, kao i na SP 2010., ocjenjen kao najbolji igrač.
Španjolski nogometni izbornik objavio je u svibnju 2016. popis za nastup na Europsko prvenstvo u Francuskoj, na kojem se nalazi Ramos.

## Privatni život
Ramos je veliki prijatelj s Alejandrom Talavanteom, poznatim Španjolskim toreadorom i pjevačem Alejandrom Sanzom.
Svoju djevojku, TV-voditeljicu Pilar Rubio upoznao je nakon EURA 2012. U svibnju 2014. na svijet je došao Sergio Ramos Rubio, prvo dijete para.

## Statistika
| Klub              | Sezona            | Liga    | Liga   | Liga        | Kup     | Kup    | Kup         | Europa  | Europa | Europa      | Ukupno  | Ukupno | Ukupno      |
| Klub              | Sezona            | Nastupi | Golovi | Asistencije | Nastupi | Golovi | Asistencije | Nastupi | Golovi | Asistencije | Nastupi | Golovi | Asistencije |
| ----------------- | ----------------- | ------- | ------ | ----------- | ------- | ------ | ----------- | ------- | ------ | ----------- | ------- | ------ | ----------- |
| Sevilla           | 2003. – 04.       | 6       | 0      | 0           | 0       | 0      | 0           | 0       | 0      | 0           | 6       | 0      | 0           |
| Sevilla           | 2004. – 05.       | 30      | 2      | 0           | 5       | 0      | 0           | 5       | 1      | 0           | 40      | 2      | 0           |
| Sevilla           | 2005. – 06.       | 1       | 0      | 0           | 0       | 0      | 0           | 0       | 0      | 0           | 1       | 0      | 0           |
| Sevilla           | Ukupno            | 37      | 2      | 0           | 5       | 0      | 0           | 5       | 1      | 0           | 35      | 2      | 0           |
| Real Madrid       | 2005. – 06.       | 33      | 4      | 0           | 6       | 1      | 0           | 7       | 1      | 0           | 46      | 6      | 0           |
| Real Madrid       | 2006. – 07.       | 33      | 5      | 2           | 2       | 0      | 0           | 6       | 1      | 0           | 41      | 6      | 2           |
| Real Madrid       | 2007. – 08.       | 33      | 5      | 4           | 3       | 1      | 0           | 7       | 0      | 1           | 43      | 6      | 5           |
| Real Madrid       | 2008. – 09.       | 32      | 4      | 3           | 1       | 1      | 0           | 8       | 1      | 0           | 41      | 6      | 3           |
| Real Madrid       | 2009. – 10.       | 33      | 4      | 5           | 0       | 0      | 0           | 7       | 0      | 0           | 40      | 4      | 5           |
| Real Madrid       | 2010. – 11.       | 10      | 1      | 0           | 2       | 0      | 0           | 3       | 0      | 0           | 15      | 1      | 0           |
| Real Madrid       | Ukupno            | 175     | 24     | 14          | 14      | 3      | 0           | 38      | 3      | 1           | 227     | 30     | 15          |
| Ukupno u karijeri | Ukupno u karijeri | 200     | 26     | 14          | 19      | 3      | 0           | 43      | 4      | 1           | 262     | 32     | 15          |

## Trofeji

### Real Madrid
- La Liga (4): 2007., 2008., 2012., 2017
- Kup kralja (2): 2011., 2014.
- Španjolski superkup (3): 2008., 2012., 2017
- Liga prvaka (4): 2014.,2016., 2017,2018
- UEFA Superkup (3) : 2014., 2016., 2017

### Reprezentacija
- Španjolska U-19: EP 2004.
- Europsko nogometno prvenstvo (2): 2008., 2012.
- Svjetsko nogometno prvenstvo (1): 2010.

### Pojedinačno
- Najbolji mladi igrač Primere: 2005.
- FIFA FIFPro World XI (5): 2008., 2011., 2013., 2015., 2016
- Dream team EURA 2008.
- Dream team SP 2010.
- Dream team EURA 2012.
- Najbolje ocjenjeni igrač SP 2010., 2014.
- Najbolje ocjenjeni igrač EURA 2012.

## Vanjske poveznice
- Profil na službenoj stranci Reala
- Profil na  Arhivirana inačica izvorne stranice od 10. kolovoza 2009. (Wayback Machine) fifa.com
- Arhivirana inačica izvorne stranice od 29. ožujka 2014. (Wayback Machine)